# Thyretes caffra
Thyretes caffra là một loài bướm đêm thuộc phân họ Arctiinae, họ Erebidae.